# محمد شیخ‌الاسلام
ماموستا ملا محمد شیخ‌الاسلام، نماینده مردم استان کردستان در مجلس خبرگان رهبری بود. او توسط افراد مسلح ناشناس ترور و کشته شد..‌

## زندگینامه
سید محمد شیخ‌الاسلام سوم فروردین‌ماه سال ۱۳۱۵ هجری شمسی در خانواده‌ای کاملاً مذهبی در یکی از روستاهای شهرستان بانه از توابع استان کردستان چشم به جهان گشود. او آموزه های دینی را ابتدا نزد پدرش یاد گرفت سپس در حجره علمای دینی کردستان به تحصیل علوم اسلامی پرداخت تا اینکه در سال ۱۳۳۶ از سوی ملا ‌باقر مدرس مجاز و به‌ عنوان مفتی اعظم مذهب شافعیه در منطقه شناخته شد.   
او دارای سه فرزند پسر و یک دختر است.

## تدریس علوم دینی
محمد شیخ الاسلام  به مدت ۲۰ سال در شهرستان سقز و حدود ۶ سال در دانشگاه مذاهب اسلامی فقه و اصول فقه را بر اساس مذهب امام شافعی در دانشگاه تهران تدریس نمود و مدت ۱۵ سال نیز در سنندج به تدریس و تربیت طلاب علوم دینی و تدریس در دانشگاههای استان کردستان اشتغال داشت.

## ترور شدن
محمد شیخ الاسلام در شامگاه ۲۷ رمضان (۲۶ شهریور ۸۸) در مقابل مسجد سیدقطب سنندج و در حالی که از مسجد خارج می‌شد، مورد اصابت گلوله قرار گرفت و در راه رسیدن به بیمارستان به دلیل شدت جراحات از دنیا رفت.